# Hugo Cabret
Hugo Cabret (originaltitel: Hugo) är en amerikansk äventyrs-dramafilm i 3D från 2011 i regi av Martin Scorsese. Den är baserad på Brian Selznicks prisbelönta succébok En fantastisk upptäckt av Hugo Cabret (2007). Filmen är Scorseses första film i 3D.
Hugo Cabret var den film som fick flest Oscarsnomineringar (11 stycken) vid Oscarsgalan 2012, bland annat för Bästa film. Den vann i fem kategorier: Bästa foto, Bästa scenografi, Bästa specialeffekter, Bästa ljud och Bästa ljudredigering. Filmen samlade 185 miljoner dollar mot sin budget på 150 miljoner dollar.

## Handling
Året är 1931. Den 12-årige Hugo Cabret (Asa Butterfield) lever ett hemligt liv inne i väggarna på Paris-Montparnasse järnvägsstation. Hans far (Jude Law) har nyligen avlidit och Hugo sedan omhändertagits av farbror Claude (Ray Winstone) som givit honom i uppgift att sköta klockorna på järnvägsstationen. 
När Claude försvinner måste Hugo ständigt undvika att bli upptäckt av stationsvakten Gustave (Sacha Baron Cohen) för att inte blir skickad till ett barnhem. 
Medan Hugo lever på att stjäla mat och sköta klockorna försöker han att lösa en gåta som kretsar kring en mekanisk robot. Han får dock problem när den buttra leksaksbutiksägare Georges (Ben Kingsley) får tag på hans anteckningsbok. När Georges tittar i den blir han känslomässigt påverkad och vägrar att lämna tillbaka den. Hugo blir snart god vän med Georges guddotter Isabelle (Chloë Grace Moretz) som blir intresserad av Hugos jakt på svaret på gåtan och bestämmer sig för att hjälpa honom. Snart visar det sig att Georges spelar en större roll i mysteriet än vad både Hugo och Isabelle hade kunnat ana.

## Rollista
| Asa Butterfield    | – Hugo Cabret                   |
| Chloë Grace Moretz | – Isabelle                      |
| Ben Kingsley       | – Georges Méliès / Papa Georges |
| Sacha Baron Cohen  | – Inspektör Gustave             |
| Helen McCrory      | – Jeanne d'Alcy / Mama Jeanne   |
| Michael Stuhlbarg  | – René Tabard                   |
| Jude Law           | – Hugos far                     |
| Ray Winstone       | – Farbror Claude                |
| Christopher Lee    | – Monsieur Labisse              |
| Emily Mortimer     | – Lisette                       |
| Frances de la Tour | – Madame Emilie                 |
| Richard Griffiths  | – Monsieur Frick                |
| Martin Scorsese    | – Fotograf                      |
| Brian Selznick     | – Student                       |